# 小玩意 (1933年電影)
《小玩意》（英語：The Little Toys），是一部於1933年由導演孫瑜執導的無聲電影。

## 演員
- 阮玲玉飾葉大嫂
- 黎莉莉飾珠兒
- 袁叢美飾袁璞
- 羅明飾阿勇
- 湯天繡飾富孀
- 劉繼群飾老葉
- 韓蘭根飾螳螂幹

## 外部連結
- 豆瓣电影上《小玩意》的資料 （简体中文）
- 開眼電影網上《小玩意》的資料（繁體中文）
- 互联网电影数据库（IMDb）上《小玩意》的资料（英文）